# 金岭镇站
金岭镇站是一个胶济铁路和淄东铁路上的铁路车站，位于山东省淄博市临淄区金岭镇，建于1903年，目前为四等站，邮政编码为255410。目前客运：办理旅客乘降；行李、包裹托运；货运：办理整车货物发到；危险货物仅办理农药、化肥发到。
1915年2月5日至22日日本占据胶济铁路，建设了金（岭）铁（山）支线窄轨轻便铁路，长6.56公里，人力推送。1918年10月17日至1919年3月末，日本人将原轻便铁路扩建为标准轨距线路，正线全长7.098公里。1949年以后撤销铁山站，停办客运业务，货运业务由金岭镇站办理，该线改为路产专用线，称铁山专用线，自胶济铁路金岭镇站西首1号道岔向北出岔，长8221m。1959年建设了铁山石砟线，从铁山线终点出岔，长1002m。1975年和1977年又分别从铁山货场1号道岔岔出，新建胜利油田钢管厂1.167公里和从钢管厂6号道岔岔出至化轻公司0.329公里的两条非路产专用线。